# V.O.S.
V.O.S. è un film del 2009 diretto da Cesc Gay.